# Austrische talen
Austrische talen is de naam van een, vooralsnog hypothetische, supertaalfamilie die de Austronesische en de Austroaziatische taalfamilies omvat. Door sommige taalkundigen worden ook de Hmong-Mien (= Miao-Yao) en de Tai-Kadai taalfamilies tot de Austrische taalfamilie gerekend.

## Geschiedenis van de classificatie

### Wilhelm Schmidt
Het begrip Austrische talen is in 1906 ingevoerd door de Duitse taal- en volkenkundige Wilhelm Schmidt. Hij zag overeenkomsten tussen de Austroaziatische en de Austronesische taalfamilies op basis van vergelijkend onderzoek naar prefixen en infixen en een vergelijking van lexicalisch materiaal. Omdat zijn lexicalische onderzoeksmethode niet algemeen werd geaccepteerd was zijn hypothese van begin af aan controversieel.

### Paul Benedict
In 1942 werd een nieuwe Austrische hypothese opgesteld. De Amerikaanse taalkundige Paul Benedict zag verwantschap tussen de Kadaitalen, een kleine groep talen in zuidelijk China, de Taitalen en de Austronesische familie. Hij maakte beide groepen dan ook los van de Sino-Tibetaanse taalfamilie, waar ze tot dat moment toe werden gerekend en plaatste ze met de Austronesische taalfamilie in een nieuwe groep, de Austro-Tai taalfamilie. Vervolgens plaatste hij die Austro-Tai groep samen met de Austroaziatische talen in een Austrische taalgroep, daarmee het voorbeeld van Schmidt volgend. Verder haalde Benedict de Miao-Yao taalfamilie uit de groep van Sino-Tibetaanse talen. Die kwamen, zij het voorlopig en bij gebrek aan iets beters, eveneens terecht in de Austrische taalfamilie. Zo kwam hij tot de volgende classificatie voor een Austrische taalfamilie:
1. Austroaziatisch
  1. Mon-Khmer
  2. Viet-Muong
  3. Munda
2. Austro-Tai
  1. Tai
  2. Kadai
  3. Austronesisch
3. Miao-Yao

Over die laatste toevoeging behield Benedict dertig jaar lang zijn twijfels. Pas in 1975 herzag hij de positie van Miao-Yao en kwam tot een nieuwe classificatie van zijn Austro-Tai taalfamilie:
1. Miao-Yao
2. Austro-Tai
  1. Tai-Kadai
  2. Austronesisch

Tegelijkertijd maakte hij de Austroaziatische taalfamilie los van zijn Austro-Tai groep. Daarmee ontkende hij het verdere bestaan van een Austrische taalfamilie. De overeenkomsten tussen Austroaziatisch en Austronesisch waren volgens hem eerder het gevolg van een substraat dan van een gelijkwaardige taalverwantschap.

### Merritt Ruhlen/Joseph Greenberg
Volgens de Amerikaanse taalkundige Merritt Ruhlen pakte zijn leermeester, Joseph Greenberg, in 1980 de Austrische hypothese weer op. Net als Benedict plaatste ook Greenberg de Miao-Yao groep buiten de Sino-Tibetaanse taalfamilie en kwam zo tot de volgende indeling van de Austrisch familie:
1. Miao-Yao
2. Austroaziatisch
3. Austro-Tai
  1. Tai-Kadai
  2. Austronesisch

Deze indeling wordt door Ruhlen gevolgd.

## Huidige discussie
In 1994 onderzocht Lawrence Reid (specialist op het terrein van Austronesische talen en verbonden aan de Universiteit van Hawaï) het gebruik van prefixen en infixen bij het Nancowry. Deze taal wordt gesproken op de Nicobaren en behoort tot de Austroaziatische taalfamilie. Door de afgelegen ligging van de eilandengroep bezit deze taal een archaïsche morfologie. Reid zag overeenkomsten met de morfologie van Austronesische talen en gaf zo de discussie over de Austrische taalfamilie een nieuwe impuls.
Naast Lawrence Reid zijn het op dit moment met name Gérard Diffloth (deskundige op het terrein van de Mon-Khmertalen), La Vaughn Hayes (werkzaam aan SIL International als specialist voor Austronesische talen) en Robert Blust (specialist Austronesische talen, verbonden aan de Universiteit van Hawaï) die zich met de Austrische hypothese bezighouden. Zij blijven, ieder vanuit een eigen invalshoek, zoeken naar overeenkomsten tussen het Austroaziatisch en het Austronesisch. Zij doen dit via morfologisch en lexicologisch detailonderzoek. Van de genoemde taalkundigen staat Diffloth het meest sceptisch tegenover de Austrische hypothese.

## Een Austrische bakermat?

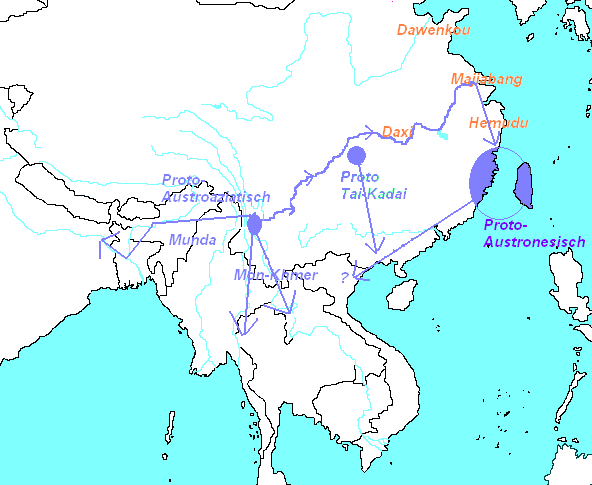
Bakermat van het Austroaziatisch en verspreiding van het proto-Austronesisch volgens Robert Blust

Volgens Robert Blust ligt de bakermat van zowel het proto-Austroaziatisch als van het proto-Austronesisch in de Salweenvallei, in het grensgebied van Myanmar en Yunnan.

### Proto-Austroaziatisch
Met betrekking tot het proto-Austroaziatisch volgt Blust hiermee de hypothese van Diffloth. Tussen 5500 en 5000 v.Chr. zou het proto-Austroaziatisch zich hebben gesplitst in twee groepen, een westelijke (Munda) en een oostelijke (Mon-Khmer). De westelijke taalgroep trok vermoedelijk langs de Brahmaputra in de richting van het huidige India en Bangladesh. De Mon-Khmergroep trok langzaam zuidwaarts langs de Mekong en de Salween.

### Proto-Austronesisch
In het grensgebied van Myanmar en Yunnan nadert de rivier de Salween de Mekong en de Jangtsekiang tot op enkele tientallen kilometers. Aan het begin van het Holoceen kende dit gebied op een relatief kleine oppervlakte een grote diversiteit aan natuurlijke landschappen. Door het toen gunstige klimaat was er een overvloed aan eetbare planten, waaronder de oryza sativa  (Aziatische rijst). Ook waren  er vele diersoorten waarop kon worden gejaagd. Blust stelt dan ook dat in dit gebied genoeg voedsel aanwezig moet zijn geweest voor een sedentaire bevolking. Tegelijkertijd geeft hij toe dat daar geen enkel archeologisch bewijs voor is, dit gebied is immers nog nooit archeologisch onderzocht.
Rond 7000 v.Chr. trok een deel van die bevolking naar de Jangtsekiangvallei. Dit waren volgens Blust de proto-Austronesiërs. Mogelijke redenen voor dit wegtrekken kunnen het milde klimaat, de beschermde omgeving en de overvloed aan planten en dieren in de riviervallei zijn geweest. Tijdens hun tocht stroomafwaarts leerden zij over water te navigeren, paalwoningen te construeren en rijst te verbouwen. Dit waren ook kenmerken van de neolithische culturen die vanaf 6000 v. Chr langs de midden- en benedenloop van de Jangtsekiang ontstonden.  De ontwikkeling van de Daxi-, Majiabang- en Hemuducultuur staat volgens Blust dan ook in direct verband met deze proto-Austronesiërs. Ook de benodigde kennis om later de eilanden in zuidoost Azië en de Stille Oceaan te koloniseren vond hier mogelijk zijn oorsprong.

### Dapenkengcultuur
Vanuit de Hemudu- en Majiabangcultuur werd de kust van de huidige provincie Fujian beïnvloed. Dit kan gebeurd zijn doordat sprekers van proto-Austronesische talen zuidwaarts trokken, maar ook via culturele assimilatie door bijvoorbeeld de handel. Aldus ontstond de Dapenkengcultuur. Mogelijk werd het gehele kustgebied tot aan de Golf van Tonkin door deze cultuur beïnvloed. Tussen 4500 en 4000 v.Chr. werd Taiwan bereikt. Dit eiland wordt tegenwoordig als de bakermat van de Austronesische talen gezien.
Zuidoost China werd gedurende het eerste millennium v.Chr. in Chinese bronnen het gebied van de Bai Yue (百越) genoemd (bai = honderd, talrijke). Dit begrip werd gebruikt als algemene term om volkeren ten zuiden van de Jangtsekiang aan te duiden die niet-Sinitische talen spraken. Mogelijk hoorden daar ook sprekers van (proto)-Austronesisch talen bij. Zo stelde de uit Taiwan afkomstige taalkundige Huang Shih-chi'ang dat de Min Yue (閩越, Yue van het gebied van de Min Jiang) in 620 na Chr. nog Austronesisch spraken. Tegenwoordig zijn Austronesische talen geheel van het Chinese vasteland verdrongen.

### Proto-Tai-Kadai
Blust brengt ook het ontstaan van de Tai-Kadai taalfamilie in verband met de Austrische hypothese. Rond 6000 v Chr. zou een deel van de proto-Austronesiërs zich hebben afgesplitst om langs de rivier de Wu zuidwaarts te trekken. Aldus vormden zij de proto Tai-Kadai. Blust geeft toe dat dit archeologisch moeilijk te bewijzen valt in verband met de archeologische gelijksoortigheid van beide culturen.